# Ivor Bolton
Ivor Bolton (Blackrod, 17 maggio 1958) è un direttore d'orchestra e clavicembalista britannico.
Ha studiato al Clare College di Cambridge (1976-80) e ha diretto studi presso il Royal College of Music (1980-81). Successivamente si è formato come répétiteur al National Opera Studio ed è stato nominato direttore della Schola Cantorum di Oxford.

## Biografia
Bolton è stato assistente maestro del coro e direttore del personale dal 1982-1984 per la Glyndebourne Festival Opera. Fece il suo debutto come direttore d'orchestra nel 1986 con La carriera di un libertino di Stravinskij per Opera 80. In seguito diventò direttore musicale di Glyndebourne Touring Opera (ora Glyndebourne on Tour) dal 1992 al 1997. È stato direttore principale della Scottish Chamber Orchestra dal 1994 al 1996 Ha anche ricoperto posizioni di responsabilità con i Saint James's Baroque Players di Londra, con i quali ha inciso i concerti per clavicembalo di Bach BWV 1052-1058 nel 1987 e il Lufthansa Festival of Baroque Music. Tra gli altri lavori con i gruppi d'epoca si può citare la collaborazione con la Dresdner Festspielorchester (Dresden Festival Orchestra), iniziata nel 2012.

## 2004-2016
Dal 2004 al 2016 Bolton è stato direttore principale dell'Orchestra Mozarteum di Salisburgo, con cui apparve al The Proms nel 2006. Ora ha il titolo di Ehrendirigent (Direttore onorario) con l'Orchestra Mozarteum di Salisburgo, a partire dalla stagione 2016-2017. Nel febbraio 2014 il Teatro Real nominò Bolton suo successivo direttore musicale, a valere con la stagione 2015-2016, con un contratto iniziale di 5 anni. Nel giugno 2015 la Sinfonieorchester Basel Basel annunciò la nomina di Bolton come suo successivo direttore principale, a partire dalla stagione 2016-2017, con un contratto iniziale di 4 anni. Nel marzo 2018 l'orchestra annunciò l'estensione del contratto di Bolton per la stagione 2024-2025.

## Registrazioni
Con l'Orchestra Mozarteum di Salisburgo Bolton ha realizzato registrazioni commerciali di musica di W. A. Mozart, Joseph Haydn, Michael Haydn, Hector Berlioz e Anton Bruckner. Inoltre ha diretto registrazioni di Theodora di Händel dal Festival di Salisburgo, Medea in Corinto di Mayr da Monaco, Jenůfa di Jančček del Teatro Real di Madrid, Ercole amante di Cavalli dall'Opera olandese, Zaide e La finta giardiniera di Mozart da Salisburgo.

## Vita privata
Bolton è sposato con la musicologa, critica e giornalista Tess Knighton. La coppia ha un figlio e risiede a Barcellona.